# Colletes albescens
Colletes albescens is een vliesvleugelig insect uit de familie Colletidae. De wetenschappelijke naam van de soort is voor het eerst geldig gepubliceerd in 1868 door Cresson.
De diersoort komt voor in Zimbabwe.